# Ordnungsruf
Der Ordnungsruf ist im Parlament ein Mittel der Sitzungsleitung, einzelne Mitglieder zu verwarnen. Er ist für gewöhnlich in der Geschäftsordnung geregelt und wird gegen Mitglieder ausgesprochen, die durch Zwischenrufe, Beleidigungen oder andere Störungen auffallen. Die Sitzungsleitung kann gegebenenfalls auch den Sitzungausschluss folgen lassen. Der Ordnungsruf ermahnt zur Disziplin, ist aber meist nicht direkt an Konsequenzen gebunden. Für den Ordnungsruf darf die Sitzungsleitung den Redner unterbrechen.

## Deutschland
In der Geschäftsordnung des Deutschen Bundestages sind sowohl der Ordnungsruf (in § 36) als auch der Zwischenruf (in § 119) geregelt. Gleiches gilt für Landtage in Deutschland: In den Geschäftsordnungen gibt es inhaltsgleiche oder -ähnliche gesetzliche Regelungen – so etwa in der Geschäftsordnung des Thüringer Landtags zum Ordnungsruf (in § 37) und zum Zwischenruf (in § 109). Damit sind sowohl der Ordnungs- als auch der Zwischenruf anerkannte und kodifizierte Bestandteile der parlamentarischen Gegenwart.
Die Rüge hingegen ist in der Geschäftsordnung des Bundestages nicht geregelt und besteht dort nur als parlamentarischer Brauch.

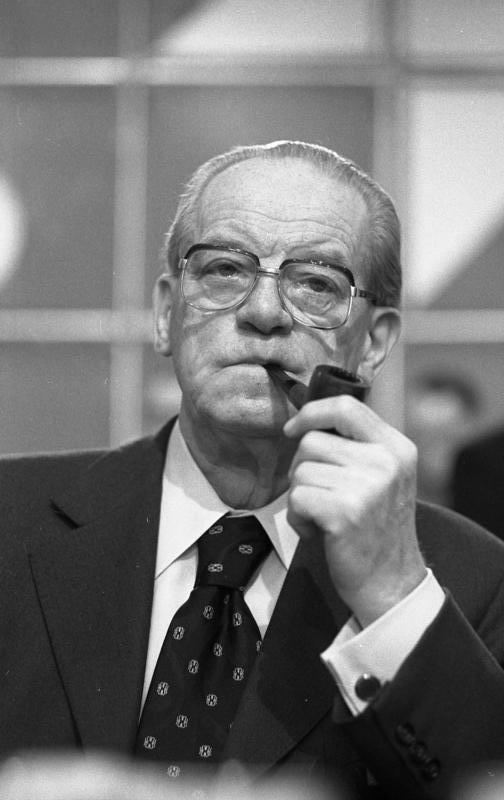
Der SPD-Abgeordnete Herbert Wehner ist Rekordhalter in Sachen Ordnungsrufe im Bundestag.

Der Politiker Herbert Wehner (SPD) hält den Rekord für die meisten Ordnungsrufe im Bundestag mit 57 beziehungsweise 58 Verwarnungen. Zählt man noch seine Entgleisungen als kommunistischer Abgeordneter während seiner Mitgliedschaft im Sächsischen Landtag Anfang der 1930er Jahre dazu, kommt man auf 75 parlamentarische Ordnungswidrigkeiten. Karl Carstens (CDU) nannte Wehner daher verärgert den „größten Schimpfbold im ganzen Bundestag“, und der ehemalige CDU-Generalsekretär Heiner Geißler bezeichnete ihn – eher anerkennend – sogar als die „größte parlamentarische Haubitze aller Zeiten“.
Hinter Wehner rangieren Heinz Renner (KPD) mit 47 und Ottmar „Schreier“ Schreiner (SPD) mit 40 Ordnungsrufen. Schreiner hatte es sich laut Günter Pursch sogar zum erklärten Ziel gemacht, Wehner zu übertreffen. Auf den vierten Platz kommen Joschka Fischer (Grüne) und Gerhard O. Pfeffermann (CDU), die sich beide je ein Dutzend Ordnungsrufe einhandelten. Platz 6 teilen sich Walter Fisch (KPD) und Gertrud Schilling (Grüne) mit je elf parlamentarischen Rüffeln. Der ebenfalls berüchtigte Franz Josef Strauß (CSU) beschränkte seine Verbalattacken hingegen vornehmlich auf Gelegenheiten außerhalb parlamentarischer Sitzungen: Er hat im Bundestag lediglich einen Ordnungsruf erhalten.
Während die Anzahl der Ordnungsrufe im Deutschen Bundestag bis in die 1980er Jahre eher hoch war – so kam es beispielsweise nach dem erstmaligen Einzug der Grünen in der Legislaturperiode von 1983 bis 1987 zu 132 Ordnungsrufen – nahm sie seit den 1990er Jahren kontinuierlich ab, sie lag 1990 bis 1994 und 1994/98 noch bei 35 bzw. 32 Ordnungsrufen pro Wahlperiode, von 1998 bis 2017 nur noch bei höchstens 10 Ordnungsrufen pro Wahlperiode.
Nach dem erstmaligen Einzug der AfD in den Bundestag im Jahr 2017 stieg die Zahl der Ordnungsrufe wieder an. In der Legislaturperiode von 2017 bis 2021 gab es 47 Ordnungsrufe und zehn Rügen; von 2021 bis 2025 135 Ordnungsrufe und 26 Rügen.
Auch die Geschäftsordnung des Bundesrates kennt den Ordnungsruf (§ 22c) als Maßnahme, de facto wird von dieser Möglichkeit jedoch kein Gebrauch gemacht, da Sitzungen des Bundesrates in der Regel in sachlichem Umgangston verlaufen und Zwischenrufe selten sind.

## Österreich
Im österreichischen Nationalrat werden Ordnungsrufe deutlich öfter ausgesprochen als im deutschen Bundestag. Zwischen 2008 und 2011 wurden 108 Ordnungsrufe erteilt. Davon erging die klare Mehrheit an Abgeordnete der Oppositionsparteien. 51 dieser Ordnungsrufe erfolgten aufgrund von persönlichen Beleidigungen und Verunglimpfungen anderer Abgeordneter. Angeführt wurde die Liste von Gerald Grosz (14 Ordnungsrufe) und Peter Pilz (13).
Auffallend waren die Äußerungen von BZÖ-Mandataren zu den ihnen erteilten Ordnungsrufen, so ist zwischen Präsidentin Barbara Prammer und Abgeordneten Peter Westenthaler folgender Wortwechsel protokolliert:
Prammer: Herr Abgeordneter Westenthaler, ich erteile Ihnen einen Ordnungsruf.
Westenthaler: Danke! Das ist ein Orden!
Auch von Gerald Grosz ist die Aussage überliefert, ein ihm erteilter Ordnungsruf käme „wie ein Orden auf’s Revers“.

## Schweiz
Im Schweizer National- und Ständerat können Sitzungsteilnehmer vom Präsidenten zur Ordnung gerufen werden, wenn sie sich beleidigend äußern, nicht zur Sache sprechen, andere Verfahrensvorschriften verletzen oder durch ihr Verhalten die Ratsverhandlungen stören. Über Einsprachen der betroffenen Person entscheidet der betreffende Rat ohne Diskussion. Wird der Ordnungsruf missachtet, so kann der Präsident das Wort entziehen oder das Ratsmitglied höchstens für die restliche Dauer einer Sitzung ausschließen.